# Antonio Avena
Antonio Avena (Verona, 23 maggio 1882 – Verona, 9 ottobre 1967) è stato uno storico italiano.
Fu direttore del museo civico veronese e sostenitore della tutela del patrimonio artistico e architettonico della città di Verona.

## Biografia
Nel 1904, presso l'Università di Padova, si laurea in lettere con una tesi sul Bucolicum carmen di Francesco Petrarca.
Inizia insegnando presso il liceo classico e l'accademia di Belle Arti Cignaroli. Diventa anche bibliotecario archivista presso la Biblioteca civica di Verona.
I suoi studi giovanili riguardarono in particolare argomenti letterari legati al Petrarca e alla storia italiana risorgimentale e alla condizione veronese durante la dominazione austriaca.
In seguito i suoi interessi si diressero verso la storia dell'arte e la storiografia veronese. Inizia a collaborare a Madonna Verona, bollettino scientifico fondato nel 1907 da Giuseppe Gerola direttore del museo Civico.
Nel 1915 viene nominato direttore (a seguito della rinuncia da parte di Gerola nel 1910) del museo e si occupò di mettere al sicuro, a Firenze, le opere custodite per salvaguardarle dallo scoppio della prima guerra mondiale.
Nel 1920 divenne direttore dei musei Civici d'Arte, carica che manterrà fino al 1955. In questo periodo è promotore di numerose iniziative. Si occupa della sistemazione del Museo di Castel Vecchio (tra il 1924-1926, assegnando i lavori all'architetto Ettore Fagiuoli) e dei palazzi della provincia e prefettura (1928-30). In seguito fu protagonista dei lavori per la ricostruzione dell'Arco dei Gavi, della sistemazione della tomba di Giulietta e della casa di Giulietta (1935). Si occupò, nel 1937-38 dell'allestimento del museo di palazzo Forti.
Nel 1921, in occasione dell'apertura della tomba di Cangrande della Scala pubblica un'interessante relazione in proposito. Sempre in quell'anno si occupa dei restauri del chiostro di San Girolamo al teatro Romano e la sistemazioni di alcune sue sale museali.
Nel 1923 presenta il suo progetto relativo al museo civico di Castelvecchio. Grazie al sostegno del Ministro delle Finanze veronese Alberto De Stefani, l'edificio passa di proprietà dai militari al Comune di Verona in tempi brevi e Avena può quindi trasferirvi le collezioni che si trovavano accatastate dal 1857 a palazzo Pompei.
Durante la seconda guerra mondiale, Avena si occupò di nuovo di preservare le opere d'arte veronesi. Tentò inoltre di difendere il ponte Scaligero e il ponte Pietra dalle mine tedesche.
Raggiunta la pensione nel 1955, continuò comunque, fino alla morte, a difendere e a valorizzare il patrimonio storico e artistico cittadino.

## Scritti
- Nuovi documenti per la vita di Pietro di Dante Alighieri (1905)
- Composizione della vita solitaria del Petrarca (1907)
- Guglielmo da Pastrengo e l'Umanesimo in Verona (1907)
- L'istituzione del museo civico di  Verona. Cronistoria artistica degli anni 1797-1865 (1907)
- Fonti per la storia del risorgimento a Verona (1906)
- La censura della stampa in Verona durante la dominazione austriaca dal 1814 al 1866 (1909)
- Sei personaggi da rivendicare a G.F. Caroto (1915)